# Молокова (Алапаєвський міський округ)
Мо́локова (рос. Молокова) — присілок у складі Алапаєвського міського округу (Верхня Синячиха) Свердловської області.
Населення — 5 осіб (2010, 12 у 2002).
Національний склад населення станом на 2002 рік: росіяни — 92 %.